# 二十歳の原点
『二十歳の原点』（にじゅっさいのげんてん）は、1971年（昭和46年）に新潮社から発行された高野悦子による日記。およびそれを原作とした映画。2009年（平成21年）4月にカンゼンから「新装版」が発行された。

## 概要
1969年1月2日（大学2年）から同年6月22日（大学3年）までの、立命館大学での学生生活を中心に書かれている。理想の自己像と現実の自分の姿とのギャップ、青年期特有の悩みや、生と死の間で揺れ動く心、鋭い感性によって書かれた自作の詩などが綴られている。
学生運動が盛んだった1960年代末期を代表する作品であり、現在でも取り上げられることが多い。

## 出版までの経緯
高野の自殺後、彼女の下宿先を訪れた遺族が、十数冊の大学ノートに書かれた日記を発見した。日記は父親の手によりまとめられ、同人誌『那須文学』に掲載。後に新潮社より発売されベストセラーになった。その後、より若い頃の日記をまとめた『二十歳の原点序章』『二十歳の原点ノート』も刊行された。

## タイトルの由来
当時の成人の日である1月15日に書いた、「独りであること、未熟であること、これが私の二十歳の原点である」という一節から取られている。

## 内容
日記は高野が20歳の誕生日を迎えた1969年1月2日から始まっている。学生運動・失恋・人間関係での葛藤と挫折が記され、自殺2日前の6月22日まで続いている。

### 「旅に出よう」
6月22日の最後の日記の最後に、「旅に出よう」で始まる詩が書かれている。運命を暗示するかのような象徴的な内容、高い完成度などから、作品中でも特に印象に残る静謐な一篇とされている。

## 出版
- 『二十歳の原点』（新潮社、1971年5月、絶版）
- 『二十歳の原点』（新潮文庫、1979年5月、改版2003年5月、解説吉行理恵）ISBN 978-4-10-118301-5
- 『二十歳の原点 新装版』（カンゼン、2009年4月）、ISBN 978-4-86255-032-3

※巻末に、新潮社版の単行初版に収録された、著者の父親による解説・後書きとも言うべき「失格者の弁」を再録
- 『コミック版 二十歳の原点』(作画：岡田鯛、双葉社、2019年6月）

※2018年の女子大生が1969年にタイムスリップし、高野と出会うという設定。

## 映画
東京映画（現・東宝）により制作され、配給は東宝。原作をモチーフにしているが、登場人物・事実関係は脚色している。1973年10月27日公開。DVDやビデオは発売されていない。

### スタッフ
- 監督：大森健次郎
- 企画：小林八郎
- 製作：金子正旦
- 製作担当者：内山甲子郎
- 脚本：重森孝子、森谷司郎
- 撮影：中井朝一
- 音楽：小野崎孝輔
- 美術：樋口幸男
- 録音：原島俊夫
- 照明：羽田昭三
- 整音：西尾昇
- 編集：山地早智子
- 監督助手：松沢一男
- スクリプター：橋山直己

### 出演
高野の家族には仮名が用いられている（原作では実名）。友人・アルバイト先の人々は、原作の仮名そのままである。
- 高野悦子：角ゆり子
- 高野昌彦：鈴木瑞穂
- 高野妙子：福田妙子
- 高野芳子：高林由紀子
- 高野昌男：丹波義隆
- 渡辺：大門正明
- 鈴木：地井武男
- 中村：富川澈夫
- 牧野：川島育恵
- 松田：津田京子
- 下宿のおばさん：京千英子
- 「ろくよう」のマスター：北浦昭義
- ウェイトレス：渡辺ふみ子
- ウェイトレス：八木啓子
- 外人客：モーデン・ティム

### サウンドトラック
- 四人囃子『ある青春/二十歳の原点』（オリジナルLP盤は1973年、2002年に『二十歳の原点（+2）』というタイトルでCD盤再発）

『夜』というタイトルで、当時19歳のTHE ALFEEの高見沢俊彦が作詞で参加している。クレジットはアルフィーに改名前のバンド名「コンフィデンス」になっている。

## 他作品での引用・影響
- 「チェーン・ポイズン」（本多孝好）- 自殺志願者が同書を手に取る描写がある。
- 「ハタチの原点―仕事、恋愛、家族のこれから」（阿部真大）- 特に本文中での引用は無いが、タイトルの元ネタが本作である。
- ブロガーのちきりんが大きな影響を受けたと述べており、11歳の時に本作をきっかけに日記をつけ始めた。ブログ「Chikirinの日記」はこの延長であり、そのためタイトルに「日記」とついている[2]。
- 舞台「アカシアの雨が降る時」(作・演出:鴻上尚史) - 作中で重要なモチーフとして扱われ、本書から複数の引用がなされている